# 케이프 말레이인
케이프 말레이인(Cape Malays)은 말레이시아나 인도네시아 출신의 무슬림을 원류로 하여 여러 민족이 혼혈되어 생긴 남아프리카 공화국의 무슬림 집단이다. 아파르트헤이트 시절의 남아공에서는 이들을 컬러드로 분류하였다.